# رابی جرویس
رابی جرویس (انگلیسی: Robbie Jarvis؛ زادهٔ ۷ مهٔ ۱۹۸۶) بازیگر اهل انگلستان است.
از فیلم‌ها یا برنامه‌های تلویزیونی که وی در آن نقش داشته‌است می‌توان به هری پاتر و محفل ققنوس، هری پاتر و یادگاران مرگ - قسمت دوم، جیمی اشاره کرد.